# 郭文燦
郭文燦（17世紀—17世紀），字中白，河南開封府祥符縣人，明朝政治人物。

## 生平
郭文燦個性力行孝悌，萬曆四十六年（1618年）舉戊午科河南鄉試，崇禎元年（1628年）成進士，獲授大同知縣，饑荒時人民欠餉，他就賣掉田里千畝代償；不久改任戶部主事，有才能名聲，調官刑部浙江司主事，因病辭官回鄉，不再出仕，在別業居住，與農圃相處，死後入祀鄉賢祠。

## 引用
1. 1 2  光緒《祥符縣志·卷十七·人物志》：郭文燦，字中白，祥符人，力行孝悌，崇禎戊辰第進士，授山西大同知縣，會歲饑，民多逋餉，文燦賣里中田千畝代償；尋遷戶部主事有能聲，改刑部浙江司，以病歸，絕跡公門，居別業，日與農圃相處，卒祀鄉賢。 舊志
2. ↑  光緒《祥符縣志·卷四·選舉表》：（萬曆）四十六年戊午科（舉人）……郭文燦